# Седмица
 Тази статия е за периода сéдмица.  За цифрата седмѝца вижте 7 (число).  
Се́дмицата или архаично неделя е единица за време, по-дълга от един ден и по-къса от един месец. В повечето съвременни календари, включително Григорианския календар, седмицата е период от седем дни.

## Произход на седемдневната седмица

### Индуистка, вавилонска и еврейска седмица
- Индуистката цивилизация използвала седемдневна седмица, за която се споменава в Рамаяна (свещена книга, написана на санскрит около 500 г. пр.н.е.) под формата на bhanu-vaar, което означава неделя, soma-vaar, което означава понеделник и т.н.
- Древните Вавилонци живеели според седемдневна седмица, в основата на която били астрономическите наблюдения. Дните и божествата били свързани със 7 небесни тела, видими с просто око – Слънцето, Луната и 5 видими планети.
- Еврейската (и по-късно християнската и мюсюлманската) седемдневна седмица отговаря на библейската история за Сътворението, според която Бог създал света за 6 дни, а на седмия Творецът си почива от всички свои дела.

Други теории предполагат, че фиксираният седемдневен период е избран заради разделянето на лунния месец на 4 равни части.

### Китайска седемдневна седмица
Употребата на седемдневна седмица в китайския календар (и оттам в корейския, японския, тибетския и виетнамския календари) датира от около 600 г. 28-те звезди били подредени в реда „Слънце, Луна, огън, вода, дърво, злато, земя“ и всеки 7 дни били наречени "qu-yao „. Дните били присъединени към всяко едно от светилата, но седмицата не оказвала влияние върху социалния живот, нито върху официалния календар. Законът на династията Хан изисквал управниците на империята да почиват на всеки 5 дни, наречени mu, което било променено по времето на династията Танг на 10 дни, наречени huan. Седемдневната седмица в древен Китай имала предимно астрологическо значение и се цитира в няколко будистки текста преди йезуитите да наложат концепцията на седемдневката през 16 век. От друга страна японците, когато приемали западната седемдневна седмица през 19 век, нарекли дните на астрологическата седмица с английските им имена (и така запазили по-добре вавилонските схващания, тъй като английските имена на дните са комбинация с божествата на германската митология). И така японските имена са свързани с китайското Слънце, Луна и 2 планети. Единствената разлика е, че планетите в японската седмица имат китайски имена, на базата на петте елемента в китайската философия, вместо езически божества.

## Употреба на седмицата в по-късните времена
Различни групи граждани на Римската империя приели седмицата, особено онези, които живеели в източните райони на империята – като Египет, където се използвала 7-дневната седмица. В модерни времена християните, следвайки инструкциите на Библията, разпространили седмицата заедно със своята религия.
В 321 г. римският император Константин I сложил ред в употребата на седмицата, защото множеството начини за това се превръщало все повече в проблем във връзка с религиозните вярвания. Той установил неделята като ден за религиозни ритуали и почивка за всички групи.
През 4 век евреите продължавали да поддържат традицията си, датираща от преди 800 до 1700 години, да ползват съботата като ден за религиозни ритуали. По-късно, след създаването на исляма, петък се превърнал в ден за служба за мюсюлманите.
Седемдневната седмица скоро се превърнала в нещо обичайно за християните, евреите и мюсюлманите. Следвайки европейските колонизатори и последвалия възход на глобалния корпоративен биснес, седемдневната седмица се превръща в универсална единица за време, дори в култури, които не са я използвали преди.
Според международния стандарт ISO 8601 понеделник е първи ден на седмицата, докато „първата седмица на годината“ е тази, която включва първия четвъртък на годината – тоест не започва с дълъг уикенд (петък до неделя), тъй като Нова година е почивен ден в много държави.

## Седмици и календарна година
Въпреки че няма директна астрономическа основа (седем дни е малко под една четвърт от лунния месец), седмицата намира широко приложение за измерване на времето, особено в социален и бизнес аспект. Седмиците могат да се разглеждат като образуващи един независим календар, който функционира успоредно с останалите различни календари.
Някои новаторски календари насилват синхронизация между седмиците и годините като добавят няколко дни извън седмиците в календара. Предимството на тези календари се състои в това, че дадена дата се пада винаги в един и същи ден от седмицата всяка година. Например предложният Световен календар има 52 седмици и един или два допълнителни дни всяка година, докато Френският революционен календар от 18. век има 36 седмици и 10 от по 10 дни и пет или шест допълнителни дни. Съществува и противоположната възможност, вместо да се добавят дни извън седмиците, да се добавят допълнителни седмици към годините, ако съществува възможност за промяна в дължината на една година с повече от един ден. Например бившият исландски календар имал години с 52 и с 53 седмици. Ранният скандинавски календар, от началото на викингската ера, имал петдневни седмици, наречени „fimmt“, подредени в 12 месеца от по шест седмици и 5 церемониални дни, които не били част от никой месец. Луннослънчевият календар използва лунната седмица, която е една четвърт от лунния месец и има 6, 7, 8 или 9 дни (средно 7,382647 дни).
В стандартните календари първата седмица от годината е тази, през която повечето от дните се намират в съответната нова година. Т.е. това е седмицата, в която се намира 4. януари или иначе казано първата седмица от година Х съдържа първия четвъртък от година Х. Така например дните от 28. до 31. декември 2009 г. са от понеделник до четвъртък и тъй като 2009 г. „преобладава“ през тази седмица, 1. до 3. януари 2010 г. не се „водят“ първа седмица на 2010 г.

## Дните на седмицата
Дните от седмицата носят имената на планетите от нашата Слънчева система, известни на римляните преди две хиляди години. При някои европейски езици дните на седмицата все още носят имената на планетите:
1. понеделник (на френски: lundi; на италиански: lunedi; на испански: lunes) – Луна
2. вторник (на френски: mardi; на италиански: martedi; на испански: martes) – Марс
3. сряда (на френски: mercredi; на италиански: mercoledi; на испански: miercoles) – Меркурий
4. четвъртък (на френски: jeudi; на италиански: giovedi; на испански: jueves) – Юпитер
5. петък (на френски: vendredi; на италиански: venerdi; на испански: viernes) – Венера
6. събота (на френски: samedi; на италиански: sabato; на испански: sabado) – Сатурн
7. неделя (на френски: dimanche; на италиански: domenica; на испански: domingo) – Слънце

В повечето западни култури, събота и неделя са дни за почивка и възстановяване. Останалите пет дни в настоящето време са работни дни.
В някои държави, като например Иран, почивен ден е само петък, а седмицата започва в събота. Други мюсюлмански държави почиват в четвъртък и петък.
Въпреки че Международната организация по стандартизация определя понеделник като първи ден на седмицата, това схващане не е твърде популярно в света като цяло. В повечето западни култури за първи ден от седмицата се смята неделя, независимо от факта че тя е почивен ден.

## Факти и цифри
- 1 седмица = 7 дни = 10 080 минути = 604 800 секунди (освен при преминаване към лятно време или при високосна секунда);
- 1 година по Григорианския календар = 52 седмици + 1 ден (или +2 дни при високосна година);
- 1 седмица = 23,01% от средната продължителност на един месец.

Средната продължителност на една година според Григорианския календар е 365,2425 дни или точно 52,1775 седмици (за разлика от юлианската година, която е от 365,25 дни). В 400 григориански години има точно 20 871 седмици, затова 10 април 1605 г. е бил в неделя, също както 10 април 2005 г.

## Седмици, с продължителност, различна от седем дни
Някои календари използват периоди, по-кратки от месец, които имат продължителност различна от седем дни.
Четиридневна седмица
- Четиридневна е седмицата в традиционния календар на етническата група игбо в Нигерия.

Петдневна седмица
- По традиция в яванския календар седмицата е петдневна. Тя все още се употребява и в съвременния календар, който представлява сложна комбинация от традиционния с григорианския и ислямския календар.
- През 1929 – 1931 година в Съветския съюз се използва петдневна седмица, вж Съветски революционен календар.

Шестдневна седмица
- В един от вариантите на традиционния календар на народността акани в Западна Африка седмицата е шестдневна.
- През 1931 – 1940 година в Съветския съюз се използва шестдневна седмица, вж Съветски революционен календар..

Осемдневна седмица
- Осемдневна е седмицата в традиционния календар на етруските. Тя се използва и в Древен Рим до въвеждането на юлианския календар по време на Ранната римска империя.

Деветдневна седмица
- В традиционния календар на балтите седмицата се състои от 9 дни. Подобна система продължава да се употребява в Литва през 13 век.[3]

Десетдневна седмица
- Десетдневна е седмицата в календара на Древен Египет.
- В Китай десетдневна седмица се използва по времето на династията Шан[4] и, след продължително прекъсване, на династията Тан.
- Френският революционен календар, прилаган във Франция през 1793 – 1805 година и за кратко по време на Парижката комуна през 1871 година, също използва десетдневна седмица.

По-дълга седмица
- Ацтеките и маите разделят 260-дневния си ритуален цикъл на двадесет 13-дневни седмици, а слънчевата година – на 20-дневни периоди.

Седмица с променлива дължина
- Балийският календар използва седмица с дължина, която може да бъде различна – от 1 до 10 дни.